# Rudabányácska
Rudabányácska ist ein Dorf im Komitat Borsod-Abaúj-Zemplén im Norden Ungarns. Seit 1985 gehört es zur Stadt Sátoraljaújhely.

## Geografische Lage
Rudabányácska liegt etwa 5 km nordwestlich von Sátoraljaújhely am Ostrand des Zemplén-Gebirges. Der Komitatssitz Miskolc befindet sich 85 km südwestlich.